# Czerwonak (gmina)
Pour le village, voir Czerwonak.
Czerwonak est une gmina rurale du powiat de Poznań, Grande-Pologne, dans le centre-ouest de la Pologne. Son siège est le village de Czerwonak, qui se situe environ 9 km au nord-est de la capitale régionale Poznań.
La gmina couvre une superficie de 82,24 km2 pour une population de 26 750 habitants en 2013.

## Géographie

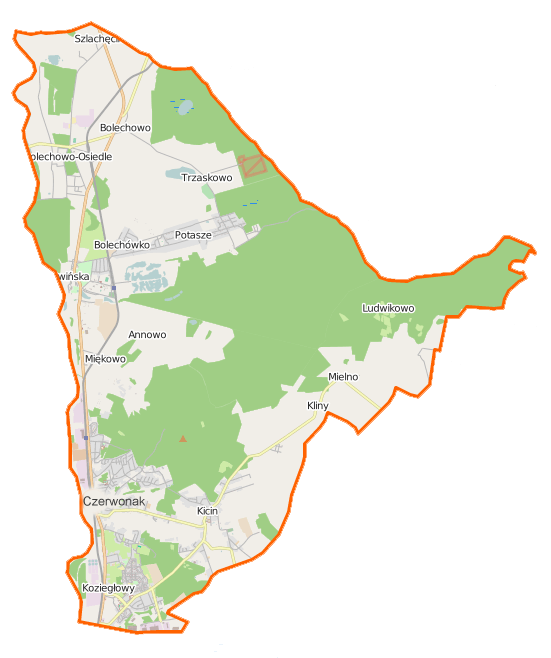
Plan de la gmina.

Outre le village de Czerwonak, la gmina inclut les villages de:
- Annowo
- Bolechówko
- Bolechowo
- Bolechowo-Osiedle
- Dębogóra
- Kicin
- Kliny
- Koziegłowy
- Ludwikowo
- Miękowo
- Mielno
- Owińska
- Potasze
- Promnice
- Szlachęcin
- Trzaskowo

### Gminy voisines
La gmina de Czerwonak est bordée :
- des gminy de :
  - Murowana Goślina
  - Pobiedziska
  - Suchy Las
  - Swarzędz
- de la ville de :
  - Poznań

## Structure du terrain
D'après les données de 2002, la superficie de la commune de Czerwonak est de 82,24 km², répartis comme tel :
- terres agricoles : 44%
- forêts : 40%

La commune représente 4,33% de la superficie du powiat.

## Démographie
Données du 31 décembre 2009 :
| Description        | Total  | Total | Femmes | Femmes | Hommes | Hommes |
| ------------------ | ------ | ----- | ------ | ------ | ------ | ------ |
| Unité              | Nombre | %     | Nombre | %      | Nombre | %      |
| population         | 25 455 | 100   | 13 066 | 51,3   | 12 389 | 48,7   |
| Densité (hab./km²) | 310    | 310   | 159    | 159    | 151    | 151    |